# Teoria de l'èter de Lorentz
El que ara s'anomena sovint teoria de l'èter de Lorentz (LET) té les seves arrels en la "teoria dels electrons" de Hendrik Lorentz, que va marcar el final del desenvolupament de les teories clàssiques de l'èter a finals del segle XIX i principis del segle XX.
La teoria inicial de Lorentz es va crear entre 1892 i 1895 i es basava en l'eliminació de suposicions sobre el moviment de l'èter. Va explicar el fracàs dels experiments de deriva negativa de l'èter a primer ordre en v / c introduint una variable auxiliar anomenada "temps local" per connectar sistemes en repòs i en moviment a l'èter. A més, el resultat negatiu de l'experiment de Michelson-Morley va conduir a la introducció de la hipòtesi de la contracció de la longitud el 1892. Tanmateix, altres experiments també van produir resultats negatius i (guiat pel principi de la relativitat d'Henri Poincaré) Lorentz va intentar el 1899 i el 1904 ampliar la seva teoria a tots els ordres en v / c introduint la transformació de Lorentz. A més, va assumir que les forces no electromagnètiques (si existeixen) es transformen com les forces elèctriques. Tanmateix, l'expressió de Lorentz per a la densitat de càrrega i el corrent era incorrecta, de manera que la seva teoria no excloïa completament la possibilitat de detectar l'èter. Finalment, va ser Henri Poincaré qui, el 1905, va corregir els errors de l'article de Lorentz i va incorporar forces no electromagnètiques (inclosa la gravitació) dins de la teoria, que va anomenar "La Nova Mecànica". Molts aspectes de la teoria de Lorentz es van incorporar a la relativitat especial (RS) amb els treballs d'Albert Einstein i Hermann Minkowski.
Avui dia, la LET sovint es tracta com una mena d'interpretació "lorentziana" o "neolorentziana" de la relativitat especial. La introducció de la contracció de la longitud i la dilatació del temps per a tots els fenòmens en un marc de referència "preferit", que juga el paper de l'èter immòbil de Lorentz, condueix a la transformació de Lorentz completa (vegeu la teoria de la prova de Robertson-Mansouri-Sexl com a exemple), de manera que la covariància de Lorentz no proporciona cap distinció experimentalment verificable entre LET i SR. La simultaneïtat absoluta en la formulació de la teoria de la prova de Mansouri-Sexl de LET implica que un experiment unidireccional de la velocitat de la llum podria en principi distingir entre LET i SR, però ara es creu àmpliament que és impossible realitzar aquesta prova. A falta de cap manera de distingir experimentalment entre LET i SR, SR és àmpliament preferit a LET, a causa de la suposició superflua d'un èter indetectable en LET, i la validesa del principi de relativitat en LET sembla ad hoc o coincident.

## Desenvolupament històric

### Concepte bàsic

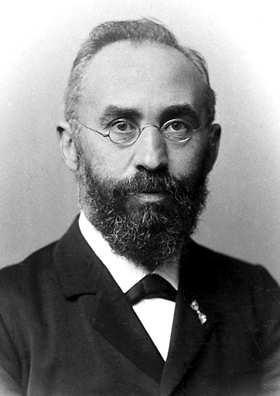
Hendrik Lorentz

La teoria de l'èter de Lorentz, que va ser desenvolupada principalment entre 1892 i 1906 per Lorentz i Poincaré, es basava en la teoria de l'èter d'Augustin-Jean Fresnel, les equacions de Maxwell i la teoria de l'electró de Rudolf Clausius. L'article de Lorentz de 1895 rebutjava les teories de la deriva de l'èter i es negava a expressar suposicions sobre la naturalesa de l'èter. Deia:
«Que no podem parlar d'un repòs absolut de l'èter és evident; aquesta expressió ni tan sols tindria sentit. Quan dic, per ser breu, que l'èter estaria en repòs, això només vol dir que una part d'aquest medi no es mou contra l'altra i que tots els moviments perceptibles són moviments relatius dels cossos celestes en relació amb l'èter.»
Com va dir més tard Max Born, era natural (encara que no lògicament necessari) que els científics d'aquella època identifiquessin el sistema de referència en repòs de l'èter de Lorentz amb l'espai absolut d'Isaac Newton. La condició d'aquest èter es pot descriure mitjançant el camp elèctric E i el camp magnètic H, on aquests camps representen els "estats" de l'èter (sense més especificacions), relacionats amb les càrregues dels electrons. Així, un èter electromagnètic abstracte substitueix els antics models mecanístics d'èter. Contràriament a Clausius, que acceptava que els electrons operen per accions a distància, el camp electromagnètic de l'èter apareix com un mediador entre els electrons, i els canvis en aquest camp no es poden propagar més ràpid que la velocitat de la llum. Lorentz va explicar teòricament l'efecte Zeeman basant-se en la seva teoria, per la qual va rebre el Premi Nobel de Física el 1902. Joseph Larmor va trobar una teoria similar simultàniament, però el seu concepte es basava en un èter mecànic. Un concepte fonamental de la teoria de Lorentz el 1895  va ser el "teorema dels estats corresponents" per a termes d'ordre v / c. Aquest teorema estableix que un observador en moviment respecte a l'èter pot utilitzar les mateixes equacions electrodinàmiques que un observador en el sistema d'èter estacionari, per tant, estan fent les mateixes observacions.

### Contracció de longitud
Un gran repte per a la teoria de l'èter de Lorentz va ser l'experiment de Michelson-Morley del 1887. Segons les teories de Fresnel i Lorentz, aquest experiment havia de determinar un moviment relatiu respecte a un èter immòbil; tanmateix, el resultat va ser negatiu. El mateix Michelson pensava que el resultat confirmava la hipòtesi de l'arrossegament de l'èter, en la qual l'èter és completament arrossegat per la matèria. No obstant això, altres experiments com l'experiment de Fizeau i l'efecte de l'aberració van refutar aquest model.
Una possible solució va aparèixer el 1889 quan Oliver Heaviside va derivar de les equacions de Maxwell que el camp potencial vectorial magnètic al voltant d'un cos en moviment es modifica en un factor de {\textstyle {\sqrt {1-v^{2}/c^{2}}}}. Basant-se en aquest resultat, i per posar d'acord la hipòtesi d'un èter immòbil amb l'experiment de Michelson-Morley, George FitzGerald el 1889 (qualitativament) i, independentment d'ell, Lorentz el 1892 (ja quantitativament), van suggerir que no només els camps electroestàtics, sinó també les forces moleculars, es veuen afectades de manera que la dimensió d'un cos en la línia de moviment és menor pel valor {\displaystyle v^{2}/(2c^{2})} que la dimensió perpendicular a la línia de moviment. Tanmateix, un observador que es mogui conjuntament amb la Terra no notaria aquesta contracció perquè tots els altres instruments es contrauen en la mateixa proporció. El 1895 Lorentz va proposar tres possibles explicacions per a aquesta contracció relativa:
- El cos es contrau en la línia de moviment i conserva la seva dimensió perpendicularment a aquesta.
- La dimensió del cos roman igual en la línia de moviment, però s'expandeix perpendicularment a aquesta.
- El cos es contrau en la línia de moviment i s'expandeix alhora perpendicularment a aquesta.

Tot i que Lorentz va utilitzar la possible connexió entre les forces electroestàtiques i intermoleculars com a argument de plausibilitat, la hipòtesi de la contracció aviat es va considerar purament ad hoc. També és important que aquesta contracció només afecti l'espai entre els electrons però no els electrons en si; per tant, de vegades s'utilitzava el nom "hipòtesi intermolecular" per a aquest efecte. L'anomenada contracció de longitud sense expansió perpendicular a la línia de moviment i pel valor precís {\textstyle l=l_{0}\cdot {\sqrt {1-v^{2}/c^{2}}}} (on l 0 és la longitud en repòs a l'èter) va ser donada per Larmor el 1897 i per Lorentz el 1904. El mateix any, Lorentz també va argumentar que els electrons mateixos també es veuen afectats per aquesta contracció. Per a un desenvolupament més ampli d'aquest concepte, vegeu la secció § Lorentz transformation.

### Hora local
Una part important del teorema dels estats corresponents el 1892 i el 1895 va ser l'hora local {\displaystyle t'=t-vx/c^{2}}, on t és la coordenada temporal d'un observador que reposa a l'èter, i t ' és la coordenada temporal d'un observador que es mou a l'èter. (Woldemar Voigt havia utilitzat anteriorment la mateixa expressió per a l'hora local el 1887 en relació amb l'efecte Doppler i un medi incompressible.) Amb l'ajuda d'aquest concepte, Lorentz va poder explicar l'aberració de la llum, l'efecte Doppler i l'experiment de Fizeau (és a dir, mesures del coeficient d'arrossegament de Fresnel) d'Hippolyte Fizeau en líquids en moviment i també en repòs. Mentre que per a Lorentz la contracció de la longitud era un efecte físic real, considerava la transformació temporal només com una hipòtesi de treball heurística i una estipulació matemàtica per simplificar el càlcul del repòs a un sistema en moviment "fictici". Contràriament a Lorentz, Poincaré va veure més que un truc matemàtic en la definició de l'hora local, que va qualificar com la "idea més enginyosa" de Lorentz. A La mesura del temps va escriure el 1898:
No tenim una intuïció directa per a la simultaneïtat, tan poca com per a la igualtat de dos períodes. Si creiem tenir aquesta intuïció, és una il·lusió. Ens hem ajudat amb certes regles, que normalment fem servir sense donar-nos-en compte […] Per tant, escollim aquestes regles, no perquè siguin certes, sinó perquè són les més convenients, i podríem resumir-les dient: «La simultaneïtat de dos esdeveniments, o l'ordre de la seva successió, la igualtat de dues durades, s'han de definir de manera que l'enunciació de les lleis naturals sigui el més senzilla possible. En altres paraules, totes aquestes regles, totes aquestes definicions són només el fruit d'un oportunisme inconscient.»

### Transformació de Lorentz
Tot i que l'hora local podria explicar els experiments de deriva negativa de l'èter de primer ordre a v / c, va ser necessari –a causa d'altres experiments de deriva de l'èter fallits com l'experiment de Trouton-Noble– modificar la hipòtesi per incloure els efectes de segon ordre. L'eina matemàtica per a això és l'anomenada transformació de Lorentz. Voigt ja havia derivat un conjunt d'equacions similar el 1887 (encara que amb un factor d'escala diferent). Posteriorment, Larmor el 1897 i Lorentz el 1899 van derivar equacions en una forma algebraicament equivalent a les que s'utilitzen fins avui, tot i que Lorentz va utilitzar un factor l indeterminat en la seva transformació. En el seu article *Fenomenes electromagnètics en un sistema que es mou amb qualsevol velocitat menor que la de la llum * (1904) Lorentz va intentar crear una teoria d'aquest tipus, segons la qual totes les forces entre les molècules es veuen afectades per la transformació de Lorentz (en la qual Lorentz va establir el factor l a la unitat) de la mateixa manera que les forces electroestàtiques. En altres paraules, Lorentz va intentar crear una teoria en què el moviment relatiu de la Terra i l'èter sigui (gairebé o totalment) indetectable. Per tant, va generalitzar la hipòtesi de la contracció i va argumentar que no només les forces entre els electrons, sinó també els propis electrons es contrauen en la línia de moviment. Tanmateix, Max Abraham (1904) va notar ràpidament un defecte d'aquesta teoria: dins d'una teoria purament electromagnètica, la configuració electrònica contractada és inestable i cal introduir una força no electromagnètica per estabilitzar els electrons. El mateix Abraham va qüestionar la possibilitat d'incloure aquestes forces dins de la teoria de Lorentz.
Així doncs, va ser Poincaré, el 5 de juny de 1905 qui va introduir les anomenades "tensions de Poincaré" per resoldre aquest problema. Aquestes tensions van ser interpretades per ell com una pressió externa, no electromagnètica, que estabilitzava els electrons i també servia com a explicació per a la contracció de la longitud. Tot i que va argumentar que Lorentz va aconseguir crear una teoria que s'ajustava al postulat de la relativitat, va demostrar que les equacions electrodinàmiques de Lorentz no eren completament covariants de Lorentz. Així doncs, assenyalant les característiques de grup de la transformació, Poincaré va demostrar la covariància de Lorentz de les equacions de Maxwell-Lorentz i va corregir les fórmules de transformació de Lorentz per a la densitat de càrrega i la densitat de corrent. Va continuar esbossant un model de gravitació (incloses les ones gravitacionals) que podria ser compatible amb les transformacions. Va ser Poincaré qui, per primera vegada, va utilitzar el terme "transformació de Lorentz", i els va donar una forma que s'utilitza fins avui. (On {\displaystyle \ell } és una funció arbitrària de {\displaystyle \varepsilon }, que s'ha d'establir a la unitat per conservar les característiques del grup. També va establir la velocitat de la llum a la unitat.)
{\displaystyle x^{\prime }=k\ell \left(x+\varepsilon t\right),\qquad y^{\prime }=\ell y,\qquad z^{\prime }=\ell z,\qquad t^{\prime }=k\ell \left(t+\varepsilon x\right)}
{\displaystyle k={\frac {1}{\sqrt {1-\varepsilon ^{2}}}}}
Poincaré va presentar una obra substancialment ampliada (l'anomenat "article de Palermo") el 23 de juliol de 1905, però es va publicar el gener de 1906 perquè la revista només apareixia dues vegades l'any. Va parlar literalment del "postulat de la relativitat", va demostrar que les transformacions són conseqüència del principi de mínima acció ; va demostrar amb més detall les característiques de grup de la transformació, que va anomenar grup de Lorentz, i va mostrar que la combinació {\displaystyle x^{2}+y^{2}+z^{2}-c^{2}t^{2}} és invariant. Mentre elaborava la seva teoria gravitacional, va notar que la transformació de Lorentz és simplement una rotació en un espai tetradimensional al voltant de l'origen introduint {\textstyle ct{\sqrt {-1}}} com a quarta coordenada imaginària, i va utilitzar una forma primerenca de quatre vectors. Tanmateix, Poincaré va dir més tard que la traducció de la física al llenguatge de la geometria tetradimensional implicaria massa esforç per obtenir un benefici limitat, i per tant es va negar a calcular les conseqüències d'aquesta noció. Això ho va fer més tard, però, Minkowski; vegeu " El canvi a la relativitat ".

### Massa electromagnètica
JJ Thomson (1881) i altres van notar que l'energia electromagnètica contribueix a la massa dels cossos carregats en la quantitat {\displaystyle m=(4/3)E/c^{2}}, que es va anomenar electromagnètica o "massa aparent". Poincaré (1900) va dur a terme una altra derivació d'algun tipus de massa electromagnètica. Utilitzant la quantitat de moviment dels camps electromagnètics, va concloure que aquests camps contribueixen amb una massa de {\displaystyle E_{em}/c^{2}} a tots els cossos, cosa necessària per salvar el teorema del centre de massa.

### Gravitació

#### Les teories de Lorentz
El 1900 Lorentz va intentar explicar la gravetat basant-se en les equacions de Maxwell. Primer va considerar un model tipus Le Sage i va argumentar que possiblement existeix un camp de radiació universal, que consisteix en una radiació electromagnètica molt penetrant i que exerceix una pressió uniforme sobre tots els cossos. Lorentz va demostrar que, si se suposa que l'energia incident s'absorbeix completament, sí que s'originaria una força atractiva entre partícules carregades. Aquest era el mateix problema fonamental que havia afectat els altres models de Le Sage, perquè la radiació havia de desaparèixer d'alguna manera i qualsevol absorció havia de provocar un escalfament enorme. Per tant, Lorentz va abandonar aquest model.